# Karin Runow
Anna Karin Runow tidigare Lindgren, född 1 november 1963 i Sollentuna församling, Stockholms län,  är en svensk kyrkomusiker, körledare och låtskrivare]. 
Hon var kantor mellan 1986 och 2006 i Sollentuna församling, organist i Märsta kyrkliga samfällighet från 2007 och kantor från 2018 i Sollentuna församling.

## Kompositioner
- Come on children! Volym 1 (2005)
  - Come on children
  - Jag har en ängel vid min sida
  - I Guds hus vill jag vara (ur "Bara vara barn")
  - Laudamus (ur "Bara vara barn")
  - Som blommor (ur "Ogräs i rabatten")
  - Ljusen i vår kyrka
  - Kroppen skall vakna
  - Dur-iga och moll-iga valpar (Uppsjungningsövning)
  - Jan Banan (Uppsjungningsövning)
- Come on children! Volym 2 (2008)
  - Hälsningssång
  - This is the Day to be Happy
  - Halleluh!
  - En sång om hösten
  - Att vara ängel
  - Kan du höra vem det är?
  - Gud som haver barnen kär
- Come on children! Volym 3 (2010)
  - Vår Fader
  - Mörk är natten i Betlehem
  - Jesu födelsedag
  - Du är en del av allt (ur ""I början...")
  - Walk the road to peace
  - Gud håller dig i sin famn
- Come on children! Volym 4 (2014)
  - I Getsemane trädgård
  - Den gyllene regeln ("ur "Mot hjärtats mitt")
  - Jord och land och blad (ur "I början...")
  - Mirakel
  - Säg har du hört?
  - Nu får jag vila trygg i min famn
- Come on children! Volym 5 (2018) 
  - Barnens sång
  - Jesus, min vän
  - Kom, kom, kom!
  - Miriam, Maria och Tabita
  - Vilken tur
  - Marias änglabesök
- Come on choir Advent (2013)
  - Hoppets klara låga
  - Kom till oss, världens ljus
  - Light
  - Skynda dig!
- Come on choir Advent (Hurry on! är en översättning av Skynga dig! till engelska av Anders Stenström)
- Come on choir Advent (Light)

### Musikaler
- Katten, musen, räven och hunden i julnatten (2017)
  - Mörk är natten i Betlehem
  - Stjärneljus änglahus
  - Ding dong! Hör himlens klockor ringa!
  - Som små prickar av evigt ljus

- Luthers ungar (2016)
  - 1. Barn av sin egen tid
  - 2. Wittenbergvisan
  - 3. Gycklarnas visa
  - 4a. En hemlighet
  - 4. En hemlighet
  - 5. Nunnan i tunnan
  - 6. Luthers ungar
  - 7. Allas ögon vänta på dig, Herre
  - 8a. Vår Gud är oss en väldig borg
  - 8. Vår Gud är oss en väldig borg
  - 9. Hur kan det vara så
  - 10. Åsknatt
  - 11. Sola
  - 12. Soli Deo gloria
  - 13. Slutsång

- Mot hjärtats mitt (2014)
  - 1. Vi blickar upp mot himlen
  - 2. Över himmelen vandrar stjärnorna fram
  - 3. Jorden
  - 4. Kärleken, som jag känner den
  - 5. Det är inte alltid säkert att du ser mig
  - 6. Vi blickar upp mot himlen II
  - 7. När jag ser en stjärna falla
  - 8. Tusen miljoner stjärnor
  - 9. Gyllene regeln
  - 10. I hjärtats mitt

- Festen! (2012)
  - 1. Huvudkontoret
  - 2. Himmelens stora huvudkontor
  - 3. Gud håller dig i sin famn
  - 4. Nu är det fest
  - 5. Ser du duvan?
  - 6. Livets gåva

- Ängel utan vingar (2010)
  - 1. Att vara ängel
  - 2. Den blå dörren
  - 3. Du har en ängel vid din sida
  - 4. Jag undrar om änglar kan gråta?
  - 5. Stopp!
  - 6. Du tror att du är den enda
  - 7. Frågorna det inte finns nåt svar på
  - 8. Jag har en ängel vid min sida

- I början... (2009)
  - 1. Big Bang
  - 2. Rymdens svarta vatten
  - 3. När ljuset kom
  - 4. Jord och land och blad
  - 5. Det bubblar i havet
  - 6a. Kräldjuren
  - 6b. Dinosaurierna
  - 7. Fåglarna
  - 8. Landdjuren (6c)
  - 9. Människan
  - 10. Du är en del av allt

- Varmisar & Kalla kårar (2006)
  - 1. Varmisar
  - 2. På torget
  - 3. Häxan Kyllie
  - 4. Kalla kårar på din rygg
  - 5. Vi är så balla
  - 6. Kalla kårar (instrumental)
  - 7. Varmisar (Solo)
  - 8. Slutsång

- Bara vara barn (2004)
  - 1. I Guds hus vill jag vara
  - 2. Laudamus
  - 3. Vad är himlen
  - 4. De självrättfärdigas tango
  - 5. Det finns något i mitt inre
  - 6. Förbön
  - 6b. Omkväde till förbön
  - 7. Bön om förlåtelse
  - 8. Nybakat bröd - tillredelsepsalm
  - 9. Sanctus
  - 10. Agnus Dei
  - 11. Himmelriket tillhör dig och mig

- Ogräs i rabatten (2003)
  - 1. Trädgårdsmästaren
  - 2. Se här är mina blommor
  - 3. Som blommor
  - 4. Blommornas godnattsång
  - 5. Strängströms tango
  - 6. Rosornas sång
  - 7. Värdelös i gödselstacken
  - 8. Nu står vi här i stacken
  - 9. Tack och lov!

## Priser
- 2011 Aulénpriset
- 2018 Ceciliapriset
- 2018 KD’s kulturpris